# Kódži Noguči
Kódži Noguči (* 5. červen 1970) je bývalý japonský fotbalista.

## Klubová kariéra
Hrával za Bellmare Hiratsuka, Kawasaki Frontale, Nagoya Grampus Eight, Omiya Ardija.

## Reprezentační kariéra
Kódži Noguči odehrál za japonský národní tým v roce 1995 celkem 1 reprezentační utkání.

## Statistiky
| Japonsko | Japonsko | Japonsko |
| Roky     | Záp.     | Góly     |
| -------- | -------- | -------- |
| 1995     | 1        | 0        |
| Celkem   | 1        | 0        |